# Practicien
Een practicien (uit het Frans, praktijkman) is een medewerker van een beeldend kunstenaar. 
Hij komt de kunstenaar te hulp als die het groot aantal opdrachten niet aan kan. De practicien voert dan het werk in hout of steen uit, als kopie van een door de meester geboetseerd voorbeeld. Ook kan hij een deel van het werk overnemen, zoals het uitwerken van details. Dikwijls was een practicien een leerling van een kunstenaar, maar in feite is het een ambachtsman. In tegenstelling tot de meester is hij minder creatief bezig (hij moet immers niet zijn eigen creativiteit vormgeven, maar die van de meester); daartegenover staat dat hij minstens even goed de technische aspecten van het kunstenaarsvak beheerst. Vooral op het einde van de negentiende en begin twintigste eeuw kwam de functie voor, toen het arbeidsintensieve werk nog betaalbaar was.

## Voorbeeld
Onder meer Constant Permeke en Louis Van Boeckel deden beroep op een practicien. Pieter-Bernard Vanhumbeeck was practicien bij de academie in Antwerpen.